# Кайамиши (горы)
Кайамиши (Чокто: Nʋnih Chaha Kiamitia, англ. Kiamichi Mountains) — горная цепь на юго-востоке штата Оклахома, являющаяся подгорьем более крупной системы гор Уошито, которая простирается от Оклахомы до западной части штата Арканзас. Горы Кайамиши расположены на территории округов Ле-Флор, Пушматаха и Мак-Кертен, вблизи населенных пунктов Потоу, Альбион и Смитвилл. Подножие этих гор находится на территории округов Хаскелл, северной части округа Латимер и северной части округа Питсберг. Высоты их пиков, расположенные к югу от реки Кайамиши, достигают 2500 футов (примерно 762 метра). 
Точное определение границ и объёма гор Кайамиши не было официально установлено. Этот регион представляет собой скорее культурную конструкцию, чем формальную географическую единицу. Местные жители обычно определяют горы как территории, расположенные по обе стороны реки Кайамиши вдоль всего её течения, до того места, где она впадает в равнинные районы южной Оклахомы. На севере от гор Кайамиши расположены горы Уайнинг-Стер, получившие свое название от первых американских исследователей, отметивших их сходство с каскадными ступенями лестницы. 
К востоку от реки Литл расположены горы Бок-Тукло, которые часто рассматриваются как продолжение гор Кайамиши, хотя и удалены от реки, ставшей их основным ориентиром. Эти горы получили название от округа Бок-Тукло в старой нации Чокто. Бок-Тукло в языке Чокто означает «два ручья», что относится к реке Лукфата и Яшо, расположенным в округе Мак-Кертен, штат Оклахома.

## История

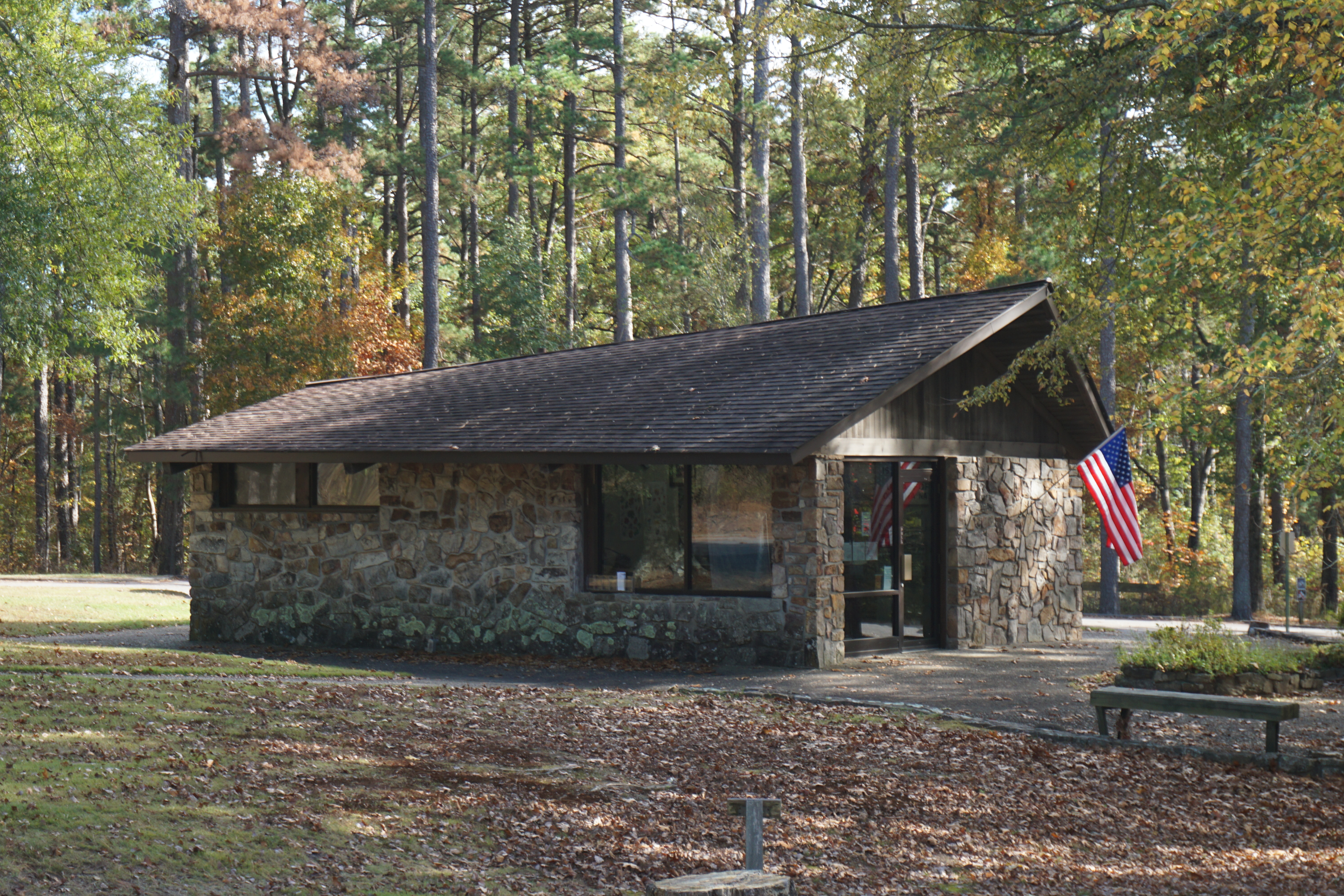
Офис для посетителей Аллеи Талимена

Горы Кайамиши имеют древнее происхождение и почитаются народом Чокто. Исследования, основанные на проекции гор на их подземные корни, свидетельствуют о том, что в прошлом они были столь же высокими, как современные Скалистые горы, которые значительно моложе. Особенности внешнего вида Скалистых гор и других высоких горных систем, такие как резкие, зубчатые пики, связаны с их более молодым возрастом. В отличие от них, горы Кайамиши, будучи намного старше и сейчас значительно ниже, характеризуются сильным эрозионным процессом, характерным для более древних гор.
Геологи обычно определяют гору как природное образование, высота которого составляет хотя бы 1000 футов (примерно 305 метров). Многие из гор в этой цепи, особенно те, что находятся вдоль нижнего течения реки Кайамиши, имеют высоту от 700 до 900 футов (213-274 метра). Несмотря на то, что эти образования называют «горами», они, строго говоря, являются холмами.
В 1830-е годы, после принудительного перемещения юго-восточных индейских племен, на эту территорию переселилась нация чокто.

## Флора и фауна

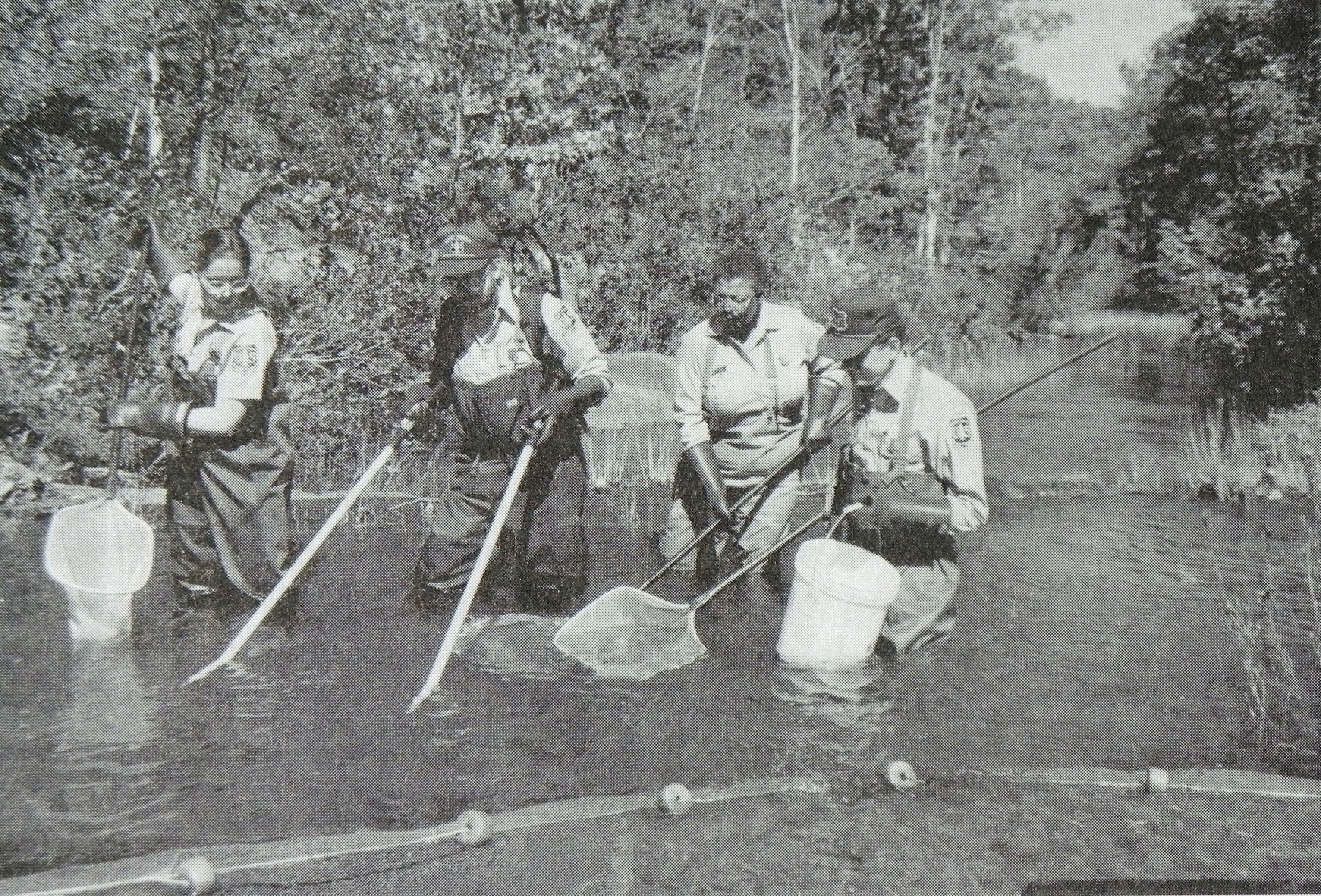
Мониторинг популяции рыбы в Национальном лесу Уошита, 1990 год

В этом регионе обитают черные медведи, койоты, рыси, олени, пума, норки, летучие мыши, белоголовые орланы (священные для народа Чокто), различные виды дятлов, голуби, совы, дородные кукушки и 328 видов позвоночных животных.
Части гор защищены национальными природными заповедниками, такими как Верхний Кайамиши-Ривер Уайлднесс (англ. Upper Kiamichi River Wilderness) и Национальный лес Уошита (англ. Ouachita National Forest). Заповедник включает в себя верхнее течение реки Кайамиши и её истоки. Национальный лес представлен двумя отрогами, которые являются частью более обширной территории в Арканзасе, и расположен в округах Ле-Флор и Мак-Кертен.

## В экономике

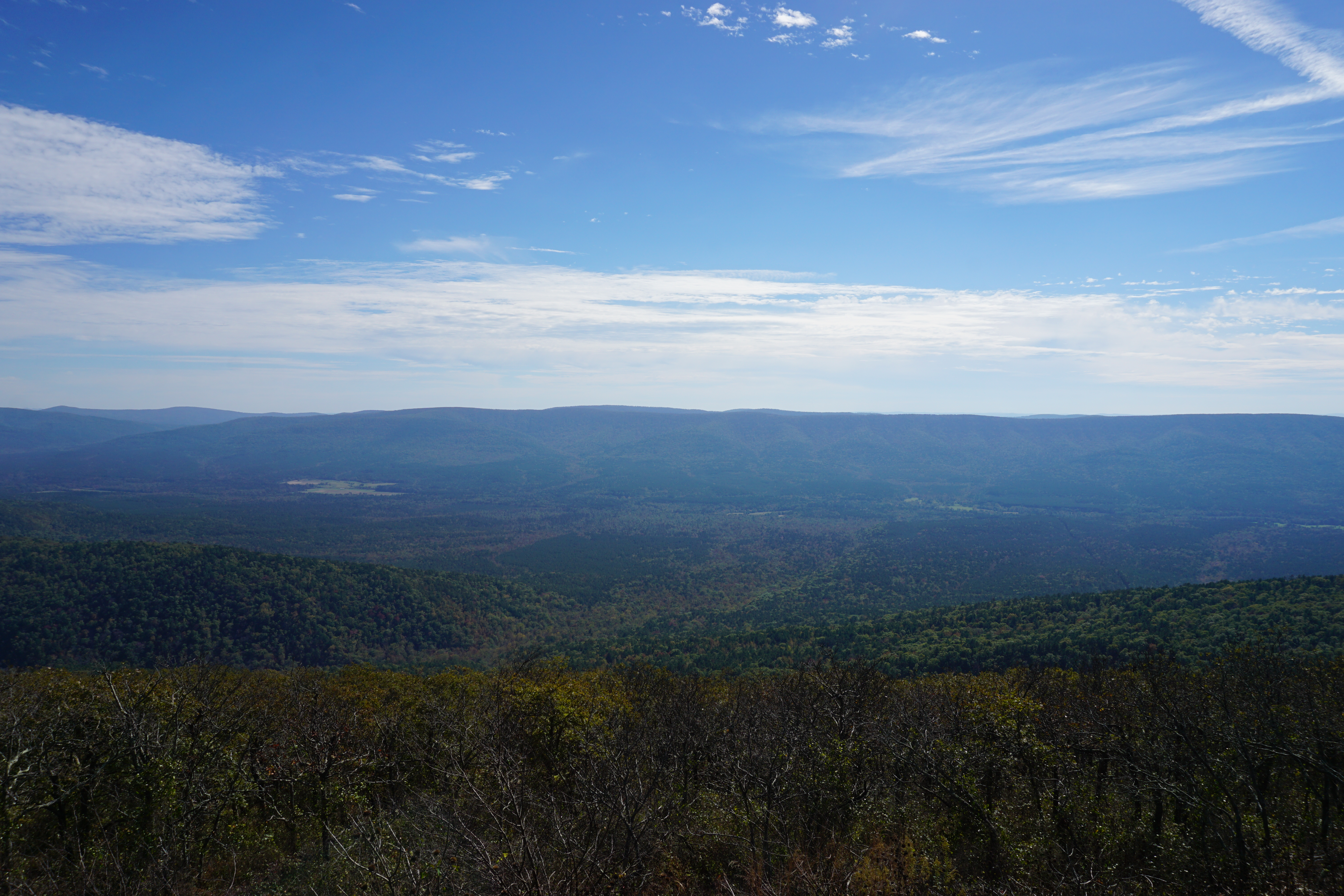
Вид с аллеи (переулок) Талимена, 2016 год

Значительные участки гор принадлежат лесозаготовительным компаниям, которые ведут массовое лесное хозяйство, включая плантации быстрорастущих хвойных деревьев. Лесозаготовка является основным экономическим сектором региона. Туризм также имеет важное значение, хотя его экономическое влияние значительно меньше. Туристической достопримечательностью является живописная дорога Талимена, соединяющая города Талихина (штат Оклахома) и Мена (штат Арканзас), которая популярна осенью. Рыболовство распространено круглый год, а охота — в сезон охоты.
Сельское хозяйство также играет важную роль в экономике региона, где пшеница является важной сельскохозяйственной культурой.

## Дамбы
Некоторые водоемы для контроля наводнений, такие как озера Брокен-Боу, Клейтон, МакГи-Крик, Пайн-Крик и Сардис, были построены и поддерживаются Корпусом инженеров армии США или государственными органами. Они находятся в окружении горных пейзажей. Из-за ограниченной собственности на землю в этом регионе, значительная часть которой принадлежит федеральному правительству или лесозаготовительным компаниям, горы Кайамиши остаются нетронутыми, сельскими, экономически слаборазвитыми и с малым количеством населенных пунктов.